# Sa dernière volonté ou l'Optique du théâtre
Sa dernière volonté ou l'Optique du théâtre est une pièce de théâtre de Sacha Guitry, une comédie en deux actes jouée initialement au Théâtre de la Madeleine en 1931.